# Miniera di Barega

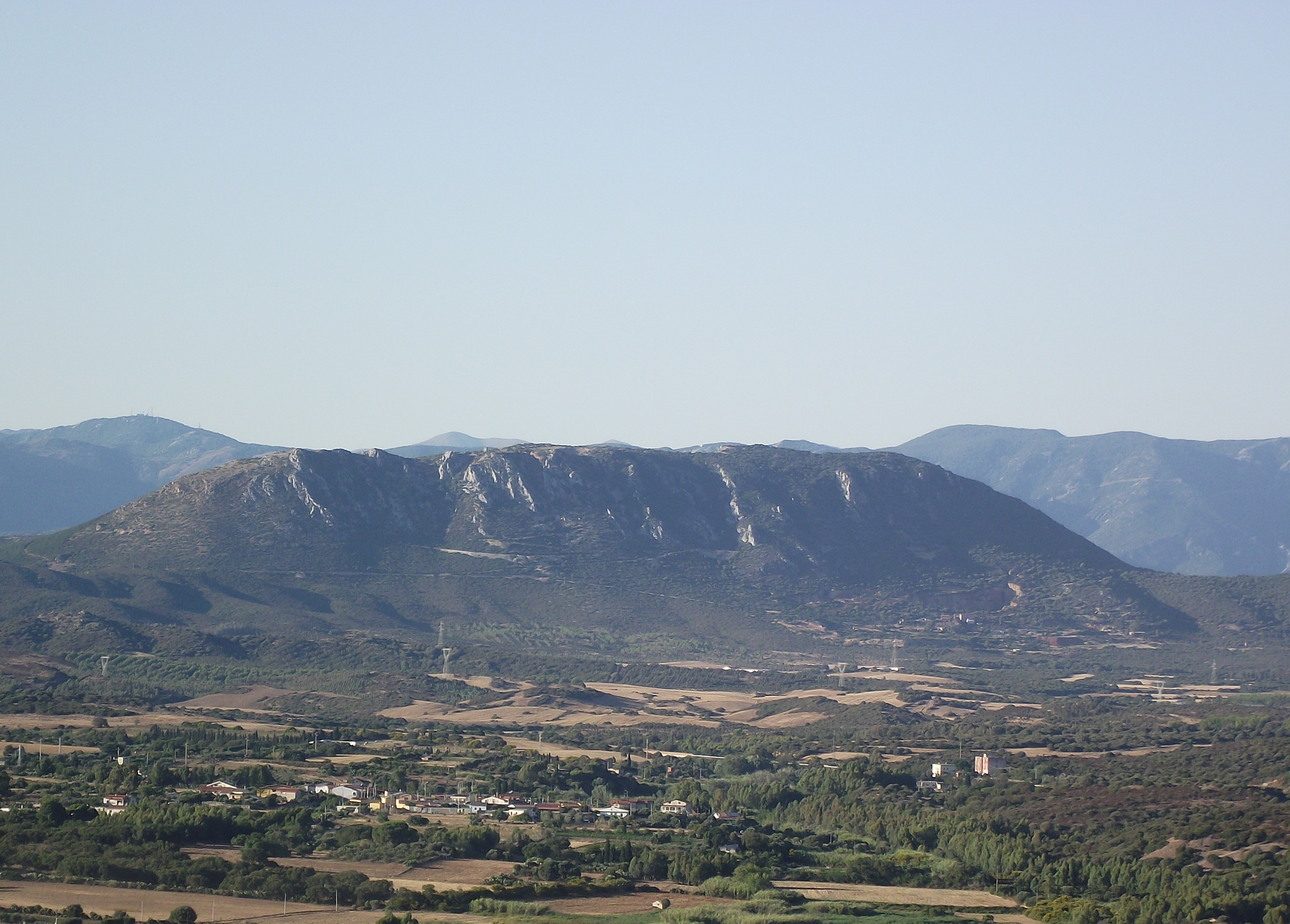
Monte Barega, con la miniera posta nella parte est del colle

La miniera di Barega, sorta sul giacimento di monte Barega - Monte Arcau, ubicata nell'omonima frazione del comune di Iglesias, è una miniera da dove si estraevano prevalentemente barite, calcite, caolino, galena e quarzo   
I giacimenti di Barega sono incassati entro cavità carsiche del calcare cambrico e sono di forma colonnare che superano i 100 metri di altezza. Nel giacimento sono presenti materiali quali  blenda, pirite, silice nerastra, siderite ed ankerite.

## Storia
La miniera fu scoperta nel 1866 per minerali di piombo e nel 1873 fu concessa all'imprenditore cagliaritano Gaetano Rossi. Nel 1879 passò alla  Societè Anonyme des Zincs Francais e successivamente alla Società Anonima delle Miniere di Malfidano.
Nel 1902 la miniera passò alla  Società anonima delle miniere di Gennamari Ingurtosu ed infine alla  Società Pertusola.
Dal 1938 si alternarono la  Piombo Zincifera Sarda e la  Società Bariosarda che preferirono la coltivazione della barite alla galena. Attualmente la miniera è proprietà della  ditta Fratelli Locci e si trova in uno stato di completo abbandono.